# Charles B. Timberlake

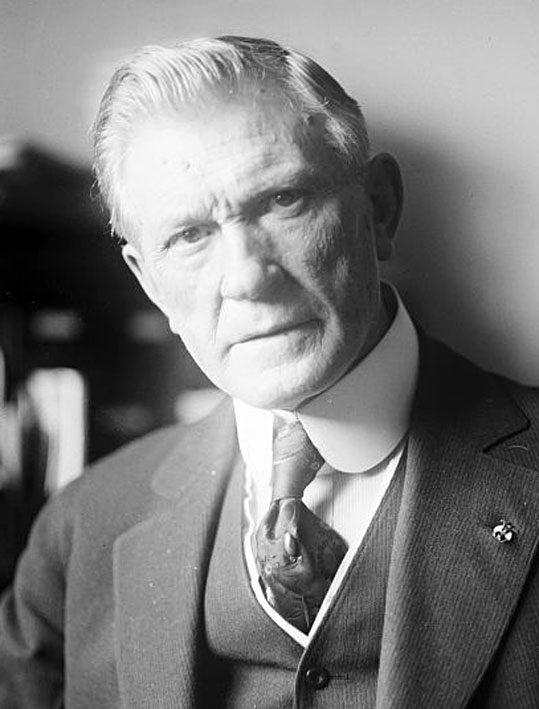
Charles B. Timberlake

Charles Bateman Timberlake (* 25. September 1854 in Wilmington, Ohio; † 31. Mai 1941 in Sterling, Colorado) war ein US-amerikanischer Politiker. Zwischen 1915 und 1933 vertrat er den zweiten Wahlbezirk des Bundesstaates Colorado im US-Repräsentantenhaus.

## Werdegang
Charles Timberlake besuchte die öffentlichen Schulen seiner Heimat und danach von 1871 bis 1874 das Earlham College in Richmond (Indiana). Anschließend arbeitete er als Lehrer, ehe er im Jahr 1885 nach Colorado zog. Dort ließ er sich in der Nähe von Holyoke im Phillips County nieder. Beruflich arbeitete er in der Landwirtschaft und dort vor allem auf dem Gebiet der Viehzucht. Außerdem blieb er weiterhin im Schuldienst. Zwischen 1889 und 1895 war er Schulrat im Phillips County.
Timberlake war Mitglied der Republikanischen Partei und gehörte von 1892 bis 1910 deren Vorstand in Colorado an. Von 1895 bis 1897 war er Landrat im Phillips County; danach war er bis 1914 bei der Bundesbehörde zur Verwaltung staatseigenen Landes in Sterling angestellt. 1914 wurde er in das US-Repräsentantenhaus in Washington gewählt. wo er am 4. März 1915 die Nachfolge des Demokraten Harry H. Seldomridge antrat. Nach acht Wiederwahlen konnte er bis zum 3. März 1933 insgesamt neun Legislaturperioden im Kongress absolvieren. Für die Wahlen des Jahres 1932 wurde er von seiner Partei nicht mehr nominiert. In seiner Amtszeit im Kongress musste sich das Gremium unter anderem mit dem Kriegseintritt der Vereinigten Staaten in den Ersten Weltkrieg, der bundesweiten Einführung des Frauenwahlrechts, der Einführung und späteren Aufhebung der Alkoholprohibition und der Weltwirtschaftskrise befassen.
Nach dem Ende seiner Zeit im Kongress stieg Charles Timberlake auch in das Bankgeschäft in Sterling ein. Er starb am 31. Mai 1941 und wurde in Fort Collins beigesetzt.